# Mangez-moi !
Ne doit pas être confondu avec Mangez-moi ! Mangez-moi !.
 Pour plus de détails, voir Fiche technique et Distribution
Mangez-moi ! est un film pornographique français réalisé par John B. Root, sorti en 2012.
Il a été diffusé sur Canal+ en mars 2012.

## Synopsis
Elena, une ancienne stripteaseuse devenue patronne d'une agence d'escorts, est retrouvée assassinée dans sa villa du Sud de la France, où résidaient avec elle de curieux personnages. Un inspecteur mène l'enquête et interroge les suspects...

## Fiche technique
- Titre original : Mangez-moi !
- Réalisation, scénario, montage : John B. Root
- Sociétés de production : JBR Média, avec la participation de Canal+
- Directeur de production : Patrick David
- Musique : Luigee Trademarq
- Caméra : Dist de Kaerth

## Distribution
- Liza Del Sierra : Elena
- Coco Charnelle : Belle
- Mademoiselle Lilith : Bulle
- Jasmine Arabia : Amira
- Katia dé Lys : Havana Queen
- Pauline Cooper : Marion
- Titof : Antoine
- Phil Hollyday : Arthur
- Mike Angelo : Mario
- Michael Cheritto : Francis
- Rico Simmons : Rico
- Tiffany Doll : une amie d'Arthur
- Christophe Bier : l'hypnothérapeute
- Olivier Milhaud (sous le pseudonyme de Roman Roquette) : l'inspecteur

## Autour du film
Mangez-moi ! a été tourné en 2011 à Goudargues, dans le Gard.
Olivier Milhaud, auteur pour la jeunesse et ami de John B. Root, apparaît dans le film comme acteur — sans participer aux scènes sexuelles — dans le rôle de l'inspecteur de police. De cette expérience, il a tiré un album de bande dessinée intitulé Explicite, un carnet de tournage, illustré par Clément C. Fabre (Delcourt, collection Mirages, 2015),.